# 10130 Ardre
10130 Ardre este un asteroid din centura principală, descoperit pe 19 martie 1993, de UESAC.